# 莫纳什大学菌属
莫纳什大学菌属（学名：Monashia）是嗜皮菌科下的一个属。

## 下属物种
本属包括以下物种：
- 黄色莫纳什大学菌 Monashia flava Azman et al., 2016